# Chrysochlorosia
Chrysochlorosia este un gen de insecte lepidoptere din familia Arctiidae.

Cladograma conform Catalogue of Life:
| Chrysochlorosia | \| \| Chrysochlorosia callistia \| \| \| \| \| \| Chrysochlorosia magnifica \| \| \| \| \| \| Chrysochlorosia splendida \| \| \| \| \| \| Chrysochlorosia superba \| \| \| \| |
|                 | \| \| Chrysochlorosia callistia \| \| \| \| \| \| Chrysochlorosia magnifica \| \| \| \| \| \| Chrysochlorosia splendida \| \| \| \| \| \| Chrysochlorosia superba \| \| \| \| |
|                 | Chrysochlorosia callistia |
|                 | |
|                 | Chrysochlorosia magnifica |
|                 | |
|                 | Chrysochlorosia splendida |
|                 | |
|                 | Chrysochlorosia superba |
|                 | |